# 格朗朗德
格朗朗德（法語：Grand'Landes，法語發音：[ɡʁɑ̃lɑ̃d]）是法国卢瓦尔河地区大区旺代省的一个市镇，属于莱萨布勒多洛讷区。

## 地理
格朗朗德（46°49'15"N, 1°39'1"W）面积20.49 平方千米，位于法国卢瓦尔河地区大区旺代省，该省份为法国西部沿海省份，北起大西洋卢瓦尔省和曼恩-卢瓦尔省，西临大西洋，南至滨海夏朗德省，东部及东南部与德塞夫勒省接壤。
与格朗朗德接壤的市镇（或旧市镇、城区）包括：勒热、图瓦、法勒龙、圣艾蒂安迪布瓦、圣保罗蒙珀尼。

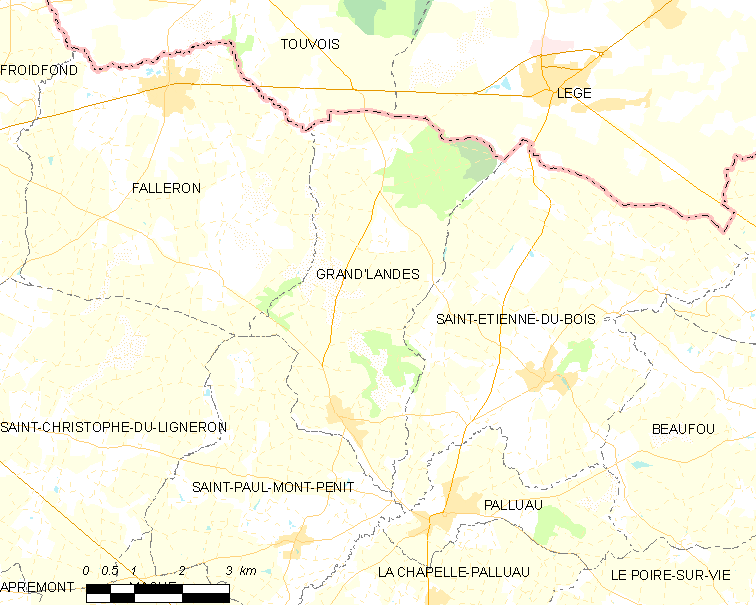
格朗朗德的OSM定位图

格朗朗德的时区为UTC+01:00、UTC+02:00（夏令时）。

## 行政
格朗朗德的邮政编码为85670，INSEE市镇编码为85102。

## 政治
格朗朗德所属的省级选区为沙朗县。

## 人口

1962-2008年间格朗朗德人口变化图示

格朗朗德于2022年1月1日时的人口数量为725人。